# Acido ursodesossicolico
L'acido ursodesossicolico, anche noto come ursodiolo, è un acido biliare secondario che deriva dal metabolismo dell'acido colico da parte del microbiota umano intestinale. Il suo nome deriva dal fatto che è il principale acido biliare negli orsi (dal latino ursus). In biologia e biochimica lo si etichetta con l'acronimo UDCA.

## Fisiologia
La sua funzione fisiologica è quella di regolare l'assorbimento intestinale del colesterolo, influenzandone la quota di assorbimento per derivazione dalle micelle lipidiche digestive.
Sono stati scoperti sia altri aspetti della sua fisiologica, che diversi meccanismi molecolari con cui l'acido ursodesossicolico esercita le sue azioni nell'uomo.
- A livello epatico stimola la secrezione di ATP da parte degli epatociti; quale sia il significato di quest'azione, non è ancora conosciuto. Si sa però che interagisce col sistema dei citocromi P450 e che riduce la glicuronazione degli estrogeni sintetici. Questo potrebbe spiegare in parte i suoi effetti benefici sulla colestasi epatica.
- È riportato attivare direttamente il recettore per i glucocorticoidi, il che contribuirebbe ad allargare i meccanismi della sua azione anticolestatica ed antinfiammatoria sul parenchima epatico.
- Sembra che possa fungere da agonista parziale del recettore dei farnesoidi o FXRalpha, un recettore nucleare di recente scoperta che può legare metaboliti endogeni idrofobi. Questo recettore è coinvolto nell'espressione di proteine ed enzimi protettivi e/o regolatori del metabolismo intermedio. L'UDCA, quindi riduce la colestasi e l'intossicazione epatica stimolando dei meccanismi endogeni di difesa.
- Stimola la sintesi del glutatione (GSH), potente antiossidante endogeno, attraverso l'intervento delle chinasi dipendenti dai fosfoinositidi (PI-3K e PKB). Questo meccanismo potrebbe giustificarne l'impiego corrente nelle epatiti croniche.
- Esiste un altro meccanismo con cui l'UDCA può proteggere il tessuto epato-biliare. Si tratta dell'attivazione di un fattore di trascrizione particolare chiamato Nrf-2, presente allo stato di riposo nel citoplasma di tutte le cellule. Esso si attiva solo quando vi sono variazioni dello stato ossidoriduzione cellulare, ovvero la genesi di eccessive quantità di radicali liberi dell'ossigeno, o delle tossine esterne chiamate (xenobiotici). In risposta a questi stimoli, l'Nrf-2 entra nel nucleo cellulare ed induce una batteria di geni coinvolti nella protezione cellulare dallo stress ossidativo. Si pensa che l'UDCA possa fungere da ligando endogeno dell'Nrf-2, anche se non esistono ancora prove dirette o conclusive.

## Altre funzioni biologiche
Al contrario di altri acidi biliari, che sono ritenuti essere dei promotori tumorali, come l'acido desossicolico e glicocolico, l'UDCA è risultato essere protettivo nei confronti della trasformazione tumorale (chemiopreventivo).
Per esempio, protegge il colon di ratto dalla cancerogenesi indotta dall'azossimetano e il fegato murino dagli epatomi indotti dalla N-metilnitrosourea, interferendo con alcune protein-chinasi calcio/fosfolipide-dipendenti (protein-chinasi C isoforme alfa, beta1 e zeta), e riducendo l'espressione della fosfolipasi A2 di membrana.
Sulle cellule tumorali, impedisce l'espressione dell'oncogene K-Ras e dell'isoforma II della ciclo-ossigenasi, nota per convertire l'acido arachidonico nelle prostaglandine, mediatori endogeni usati dalle cellule tumorali a scopi proliferativi e di interferenza con le cellule immunitaire. Inoltre interferisce col segnale di membrana di certi recettori per i fattori di crescita, modificandone il loro network di membrana.
L'UDCA, però, è dotato anche di proprietà immunosoppressive e può indurre apoptosi cellulare attraverso l'intervento dell'oncosoppressore p53. Probabilmente è così che si spiega parte della sua azione chemiopreventiva sui tessuti.
Quanto tutti i meccanismi esposti sopra incidano sulla prevenzione della trasformazione maligna cellulare, non è dato ancora sapere con chiarezza.
Questa sua azione antinfiammatoria e stimolante dei flussi metabolici provata anche sulle cellule dei dotti biliari, motiva il suo uso nelle colangiti e nella cirrosi biliare primitiva.
L'acido ursodesossicolico è efficace anche nel blocco di una proteina sensibile agli acidi biliari chiamata recettore X farnesoide (FXR). Essa riduce la quantità di ACE2 (proteina recettoriale del SARS-CoV-2) sulla superficie delle cellule.

## Impieghi farmacologici
L'UDCA viene venduto come farmaco con i nomi commerciali internazionali di Actigall, Ursacol, Ursofalk ed Ursosan. In Italia lo si può trovare sotto il nome di Deursil o Ursilon e viene prescritto ai pazienti che scelgono di non sottoporsi a chirurgia della colecisti e per la sabbia biliare. Infatti, possiede parziali proprietà solventi nei confronti dei calcoli biliari di colesterolo, in quanto permette almeno un parziale aumento di solubilità di questa sostanza.
È inoltre l'unico farmaco approvato dalla FDA nella terapia della colangite biliare primitiva (prima chiamata cirrosi biliare primitiva) e della colangite sclerosante primitiva.
È un farmaco registrato anche in medicina veterinaria ed è usato per finalità simili.